# DREAMERS (GENERATIONS from EXILE TRIBEの曲)
「DREAMERS」（ドリーマーズ）は、GENERATIONS from EXILE TRIBEのシングルである。2019年8月28日にrhythm zoneから発売された。

## 概要
- 2019年第2弾シングルで、3ヶ月連続リリースの第2弾である[3]。「CD+DVD」と「CD」の2形態での発売。

## 収録曲

### CD
1. DREAMERS [4:35]
作詞：YVES & ADAMS、作曲：Dirty Orange, Mitsu J, YVES & ADAMS
2. A New Chronicle [5:07]
作詞：michico、作曲：T.Kura, JAY'ED
3. DREAMERS (Instrumental)
4. A New Chronicle (Instrumental)

### DVD
1. DREAMERS (Music Video)